# ウォーデン (DD-352)
ウォーデン (USS Worden, DD-352) は、アメリカ海軍の駆逐艦。ファラガット級駆逐艦の1隻。艦名は南北戦争時の1862年3月9日に起こったハンプトン・ローズ海戦で、装甲艦「モニター」の艦長として活躍したジョン・ロリマー・ウォーデン少将にちなむ。その名を持つ艦としては3隻目。

## 艦歴

### 大戦前
「ウォーデン」はピュージェット・サウンド海軍造船所で1932年12月29日に起工し、1934年10月27日に戦闘艦隊航空部隊司令官ジョン・ハリガン・ジュニア少将夫人カトリーナ・L・ハリガンによって進水。艦長ロバート・E・カー中佐の指揮下で1935年1月15日に就役する。就役後、4月1日にピュージェット湾を出港し、整調航海でサンディエゴに向かう。以後、カリフォルニア、メキシコ沿岸、グアテマラのプエルト・サンホセ、コスタリカのプンタレナスを巡航する。5月6日にはパナマ運河を通過し、5月17日にワシントンD.C.に到着して海軍作戦副部長のジョセフ・タウシッグ少将や議会関係者の観閲を受け、ポトマック川をさかのぼってマウントバーノンにも赴いた。
ワシントンでの披露目を終えた「ウォーデン」は、砲の換装のためワシントン海軍工廠に入渠し、次いで5月21日にはノーフォークへ向けて航海を行い、ノーフォーク海軍造船所で修理を受けた。メイン州ロックランドで修理後の試験が行われたが不具合が見つかったため、修理の完工は初夏となった。7月1日にノーフォーク海軍造船所を出港し、7月4日にはマサチューセッツ州ニューベッドフォードに寄港。グアンタナモ湾、パナマ運河を経て8月3日にピュージェット・サウンド海軍造船所に到着した。
整調航海後の整備を行ったあと、「ウォーデン」は9月19日にサンディエゴに寄港し、偵察艦隊駆逐艦部隊に編入される。艦隊音響学校の訓練艦として、アラスカのスワードやペルーのカヤオの沖で演習を行った。また、カリブ海やハワイ沖での艦隊演習に定期的に参加し、その中でのハイライトの一つが1937年秋にあった。9月中旬、ウォーデンはリマで開催されたアメリカ中央技術航空会議に関連する訪問で赴く空母「レンジャー (USS Ranger, CV-4) 」を、駆逐艦「ハル (USS Hull, DD-350) 」とともに護衛した。
1939年9月1日に第二次世界大戦が勃発すると、サンディエゴでの「ウォーデン」の日課も変化していった。戦争がポーランドで起こった5日後、海軍は中立パトロールを開始する。9月22日には、海軍作戦部の裁定で合衆国艦隊のうち、一時的にハワイに2つの重巡洋艦部隊、駆逐艦部隊の旗艦を務める軽巡洋艦、2つの駆逐隊および1隻の駆逐艦母艦を移すことを決める。同時に、空母や艦艇の整備に当たる基地部隊もハワイに配置され、これらは真珠湾を根拠とする艦隊の芽生えとなった。
「ウォーデン」は巡洋艦部隊司令官アドルフ・アンドリュース中将が乗る重巡「インディアナポリス (USS Indianapolis, CA-35) 」に付き従い、1939年10月5日に真珠湾に向けて出港。以降の2年間、「ウォーデン」は定期整備で西海岸に向かう時以外は真珠湾を根拠として行動し、1940年春の艦隊演習第21次フリート・プロブレム終結後は、「ウォーデン」を含めた主だった艦艇はハワイに居座ることとなった。

### 真珠湾攻撃
1941年12月7日の真珠湾攻撃の際、「ウォーデン」は駆逐艦母艦「ドビン (USS Dobbin, AD-3) 」に横付けして修理中であった。砲手のレイモンド・H・ブルベイカーが50口径機銃で日本機を撃墜し、攻撃から2時間経ったあと外洋に出た。
日本機の攻撃が終わっておよそ3時間後の12時40分、「ウォーデン」は潜水艦を探知し、爆雷を7発投下した。午後には、ミロ・ドラエメル少将が乗る軽巡洋艦「デトロイト (USS Detroit, CL-8) 」を基幹とする任務部隊に加わってオアフ島の南西海域を捜索。やがて給油艦「ネオショー (USS Neosho, AO-23) 」と合流し、空母「レキシントン (USS Lexington, CV-2) を基幹とする、ウィルソン・ブラウン中将率いる第11任務部隊の洋上給油を支援した。「ネオショー」は12月11日に第11任務部隊の艦艇に対して洋上給油を行い、「ウォーデン」が警戒にあたった。12月12日夜には駆逐艦「デューイ(USS Dewey, DD-349) 」が潜水艦のようなものを発見したと報告し、「ウォーデン」は「ネオショー」を護衛しつつ攻撃のため分離した。「ネオショー」を真珠湾まで護衛したのち、「ウォーデン」は12月14日にウェーク島の戦いで苦戦する味方陸上部隊の救援のため真珠湾を出撃するが、上層部が撤退を指示したので引き返し、ウェーク島のアメリカ軍部隊はクリスマスの2日前、12月23日に日本軍に降伏した。

### 1942年
ウェーク島救援は失敗したが、「ウォーデン」は依然として真珠湾近海で第11任務部隊の哨戒にあたる。1942年1月16日からの6日間、オアフ島近海で対潜掃討に従事し、二度爆雷攻撃を行った。1月31日、第11任務部隊から外れ、水上機母艦「カーティス (USS Curtiss, AV-4) と給油艦「プラット(USS Platte, AO-24) 」を護衛して2月5日に真珠湾を出港。サモア、フィジーを経て2月21日にヌメアに到着。3日後の2月24日、ブラーリ水道を航行中の商船「スナーク (SS Snark) 」が触雷して沈没し、「ウォーデン」は「スナーク」の船体を水道入り口まで移動させ、医療班は6名の負傷者の治療にあたり、その他生存者をヌメアに輸送した。
3月7日、「ウォーデン」は「カーティス」を護衛してヌメアを出港し、3月19日に真珠湾に到着。修理を受け、修理完了後の4月14日に第11任務部隊に合流したが、翌4月15日には空母「レキシントン (USS Lexington, CV-2) 」を基幹とする第17任務部隊（フランク・J・フレッチャー少将）に合流するため第11任務部隊と離れ、ニューヘブリディーズ諸島近海へと急行して5月1日に合流する。5月8日の珊瑚海海戦では直接戦闘に参加せず、給油艦「ティピカヌー(USS Tippecanoe, AO-21) 」の護衛を担当した。「ウォーデン」は5月12日にヌメアに帰投し、「レキシントン」を失った第17任務部隊と再び合流。翌5月13日、「ウォーデン」は第17任務部隊とともに出港し、エファテ島からの、空母「エンタープライズ (USS Enterprise, CV-6) 」と「ホーネット (USS Hornet, CV-8) 」を基幹とする第16任務部隊（ウィリアム・ハルゼー中将）と合同して5月26日に真珠湾に帰投した。
2日後の5月28日、「ウォーデン」は第16任務部隊とともに真珠湾を出撃する。ハルゼー中将が皮膚病にかかって戦線から離れたため、部隊はレイモンド・スプルーアンス少将に委ねられた。その後第17任務部隊と合流し、ミッドウェー島北方海域に向かう。6月4日から6日にかけてのミッドウェー海戦では第16任務部隊の直衛にあたり、6月13日に真珠湾に帰投後は、戦列に復帰したての空母「サラトガ (USS Saratoga, CV-3) 」とともに第11任務部隊に戻る。間もなく、ミッドウェー島の陸軍航空軍および海兵隊航空団の増備兵力を輸送する「サラトガ」の護衛として行動した。
7月9日、「ウォーデン」は第11任務部隊とともに真珠湾を出撃して南太平洋に向かうが、途中の7月21日に給油艦「プラット」の護衛でヌメアに向かい、7月25日に到着する。「プラット」がヌメアで第11任務部隊に対する補給物資の積み込みを行っている間、「ウォーデン」は湾外で哨戒にあたる。7月28日、両艦は第11任務部隊に合流した。その夜、「ウォーデン」は暗闇の中で信号灯を確認する。信号灯の正体は、去る7月25日にヌメアの南西75マイル地点で潜水艦「伊169」の雷撃により沈没した陸軍輸送船「チネガラ (Tjinegara) 」の36名の生存者で「ウォーデン」は彼らを救助した。翌日、「ウォーデン」は第11任務部隊に戻ってフィジーに向かい、ウェリントンを出港してソロモン諸島へ向かう海兵隊を乗せた輸送船団の護衛を行った。間もなくヌメアに向かう給油艦「シマロン (USS Cimarron, AO-22) 」の護衛のため部隊から別れ、8月1日に到着して「チネガラ」の生存者も上陸させた。「ウォーデン」は8月3日に第16任務部隊に合流し、その4日後の8月7日の夜明けには「サラトガ」からの航空機がガダルカナル島やツラギ島の日本軍に対して攻撃を開始した。
次の2週間、「ウォーデン」は「サラトガ」とともにガダルカナル島にいたる補給路の警戒にあたり、8月23日から24日に起こった第二次ソロモン海戦では対空警戒に任じた。「エンタープライズ」の航空機が日本の空母「龍驤」を撃沈し、水上機母艦千歳を撃破したが、海戦から一週間経たないうちに「サラトガ」が潜水艦「伊26」の雷撃で損傷して戦線離脱し、アメリカ本国への回航が決まり、「ウォーデン」が護衛の任にあたることとなった。「ウォーデン」と「サラトガ」はトンガタプ島を経由し、9月23日に真珠湾に帰投した。5日後、「ウォーデン」と他の駆逐艦2隻は、戦艦「アイダホ (USS Idaho, BB-42) 」と「ペンシルベニア (USS Pennsylvania, BB-38) 」を護衛して西海岸に向かい、10月4日にサンフランシスコに到着。一週間後に駆逐艦「ガンズヴォート (USS Gansevoort, DD-608) 」とともに「アイダホ」を護衛してピュージェット湾に向かった。間もなく「ウォーデン」はサンフランシスコに戻り、駆逐艦「デューイ」とともにサンディエゴとサンペドロを結ぶ海域で哨戒を行った。

### 最期

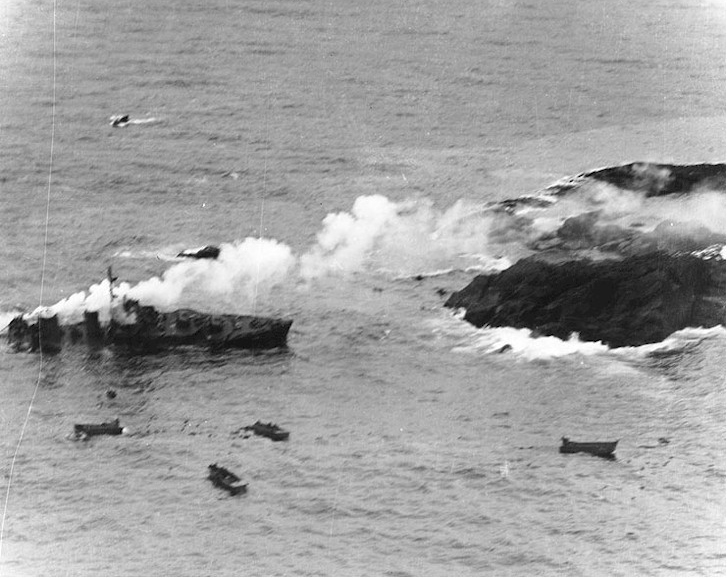
蒸気を吹き上げて最後を迎える、座礁中の「ウォーデン」（1943年1月12日）

12月27日、「ウォーデン」はアムチトカ島占領部隊を護衛してサンフランシスコを出撃。1943年1月1日にダッチハーバーに到着し、1月12日に輸送艦「アーサー・ミドルトン (USS Arthur Middleton, AP-55) 」を護衛して、アムチトカ島コンスタンティン・ハーバーに上陸する陸軍予備部隊の援護にあたる。「ウォーデン」は、両岸が岩礁の湾内に深く入り、部隊の上陸が完了するまで留まっていた。
突然、強い衝撃が「ウォーデン」の機関室に走り、全ての艦内電力が喪失。「ウォーデン」は暗礁に乗り上げ、近くにいた駆逐艦「デューイ」がロープを渡して曳航しようとしたが、ロープが千切れて失敗。動かなくなった「ウォーデン」の船体は海流に流され、岩場の海岸の方角に漂流していった。やがて船体は波に叩かれて破壊が始まり、これを見た艦長のウィリアム・G・ポーグ中佐は、艦を生かす全ての努力が無駄になったとして艦の放棄を命じた。ポーグ中佐以下多くの乗組員は救助されたが、14名が不幸にも溺死した。「ウォーデン」は全損と判定され、1944年12月22日に除籍された。
「ウォーデン」は第二次世界大戦中の功績により4個の従軍星章を受章した。